# Неукротимый (фильм, 1992)
«Неукротимый» (Zhan long zai ye) — кинофильм.

## Сюжет
Крупные мафиози братья Лонги решают убрать конкурентов. Для этой цели они нанимают человека по прозвищу Огонь. Огонь делает свою работу и садится в тюрьму, а причитающиеся денежки просит забрать своего друга Кита. Кит довольно хлипкий и далеко не мужественный парень. Братья Лонг в наглую кидают его, а младший из них пытается изнасиловать сестру Огня, Мэнди, но Кит убивает его… Вот тут-то и начинаются злоключения Кита и Мэнди, которые вынуждены бежать во Францию — подальше от мести старшего брата Лонга. Так как у них нету ни гроша, а на хвосте висит банда злодеев-убийц, Кит вынужден вступить во Французский Легион. Так он надеется заслужить французский паспорт и заработать немного денег…

## Создатели фильма

### В ролях
- Дейв Вон — Джэйк Рэй
- Шарла Чён — Мэнди
- Дэнни Ли — Огонь
- Билли Блэнкс — Билли
- Сау Люн «Блэки» Ко — Брат Харт
- Фон Лан — Лонг
- Стефанос Мильцакакис — Командир

### Съёмочная группа
- Режиссёр — Сау Люн 'Блэки' Ко
- Автор сценария — Чань Мань-Кён, Йин Нэм
- Продюсер — Стефен Сю
- Композитор — Ричард Ло
- Оператор — Чан Квон-Хан, Бо Мэн Вон